# Musculus latissimus dorsi

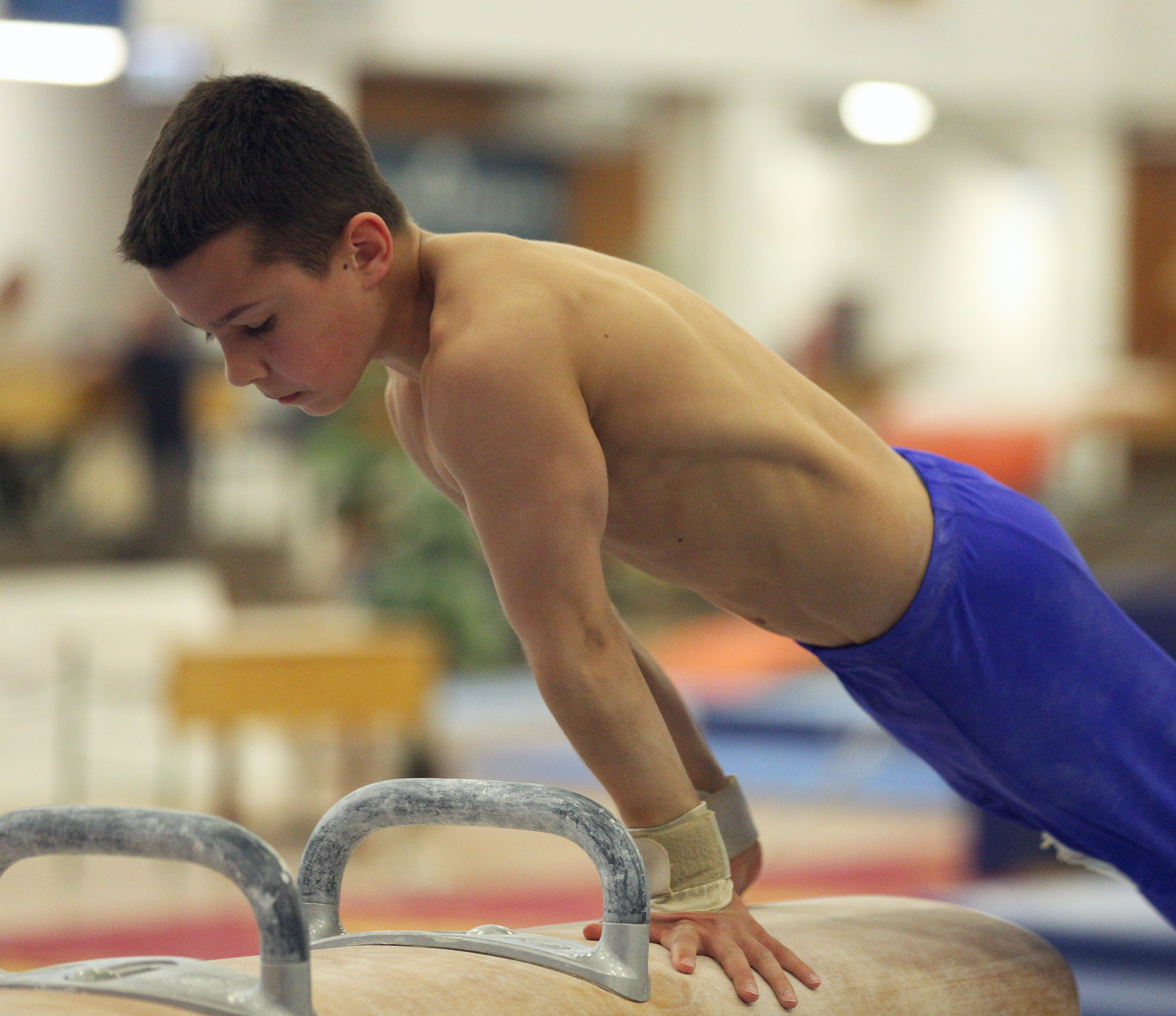
Deutlich erkennbarer Musculus latissimus dorsi eines Turners auf dem Pauschenpferd.

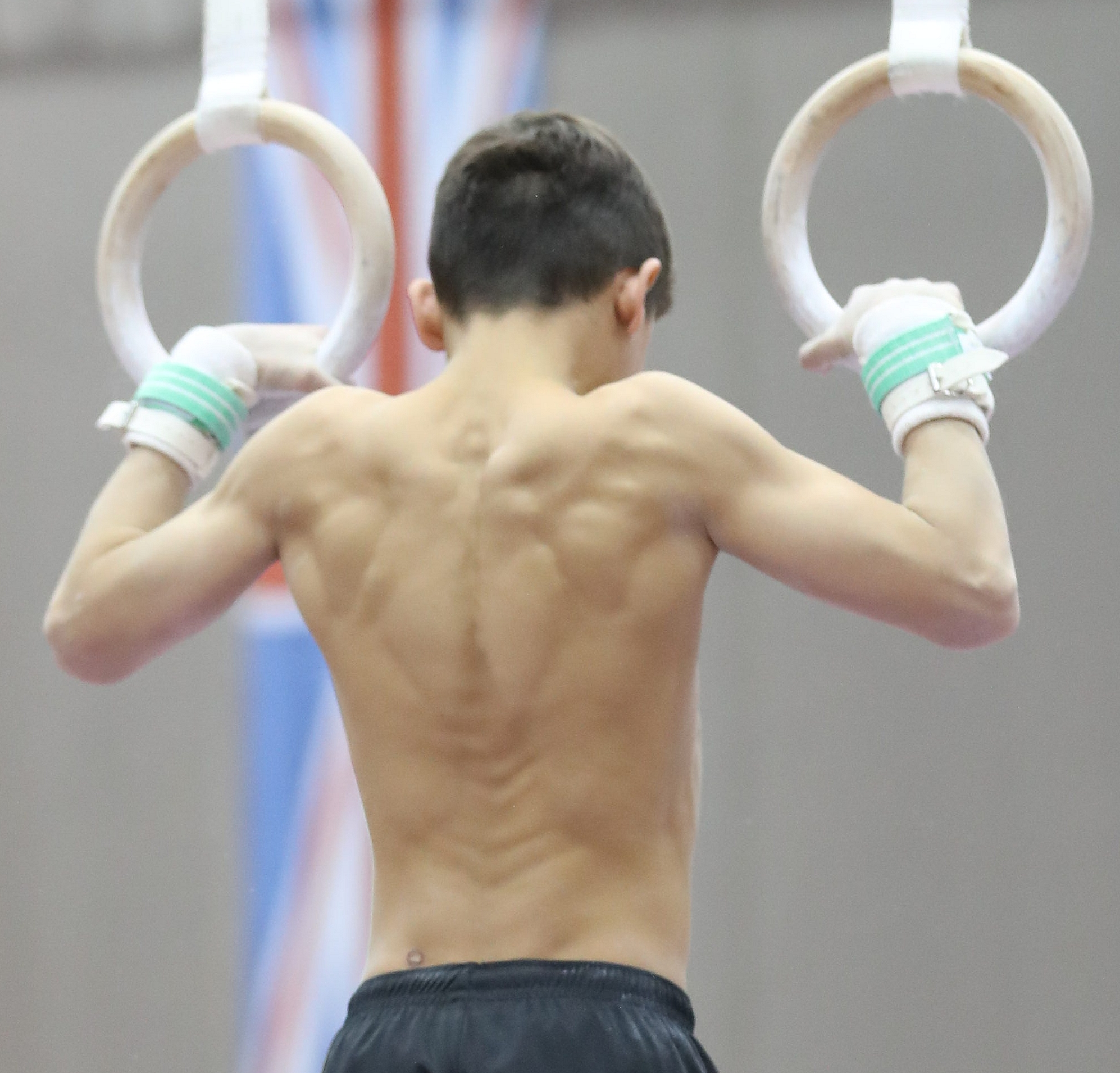
Beidseits sichtbare Kontraktion des Musculus latissimus dorsi eines anderen Turners an den Ringen.

Der Musculus latissimus dorsi (lat. für „breitester Rückenmuskel“ oder „sehr breiter Rückenmuskel“) oder Großer Rückenmuskel liegt auf der ganzen Länge der Wirbelsäule unterhalb des Schulterblatts (Scapula), wobei er zum Teil vom Trapezmuskel überdeckt wird, und endet am oberen Beckenrand.
Der Musculus latissimus dorsi hat seinen Ursprung am Rumpf. Er zieht sich vom Kreuz- und Darmbein über die Dornfortsätze der Lenden- und Brustwirbel durch die Achselhöhle zum Oberarm. Dabei bildet er mit dem vorderen Sägezahnmuskel ein markantes Muster. Der M. latissimus dorsi ist der flächengrößte Muskel des Menschen. An seiner Innenseite verlaufen Arteria thoracodorsalis, Vena thoracodorsalis und Nervus thoracodorsalis.

## Anteile
Beim Menschen hat der Muskel vier Teile:
- Pars vertebralis (Wirbelsäulenteil)
- Pars costalis (Rippenanteil)
- Pars iliaca (Darmbeinanteil)
- Pars scapularis (Schulterblattanteil)

## Funktion
Der Musculus latissimus dorsi dreht den Arm auf den Rücken, wobei die Handfläche nach außen zeigt, z. B. wenn die Hand an das Gesäß geführt wird. Aus diesem Grunde wird er auch „Schürzenbindermuskel“ oder in einer älteren deutschen Übersetzung auch „Arskratzermäuslein“ (lat. musculus „Mäuslein“) genannt. Als Trivialname wird auch „Gelehrtenmuskel“ verwendet, weil er dem Professor vom alten Schlag beim tiefsinnigen Sinnieren hilft, den Arm auf den Rücken zu führen und sich so beim gemächlichen Schreiten seinen Gedanken widmen zu können. Er entfaltet seine Hauptwirkung bei angehobenen Armen, die er senken kann oder an denen er den Rumpf nach oben ziehen kann (z. B. bei Klimmzügen). Er ist damit der Antagonist des Musculus deltoideus und des Trapezmuskels. Mit dem Musculus teres major bildet er die hintere Achselfalte.
Der Muskel spielt eine synergetische Rolle bei der Streckung und Seitwärtsbeugung der Lendenwirbelsäule. Er hilft bei der gepressten Ausatmung (vordere Fasern) und auch als Atemhilfsmuskel bei der Einatmung (hintere Fasern).
Als Teil der exspiratorischen Atemhilfsmuskulatur unterstützt der Musculus latissimus dorsi („Hustenmuskel“) beim heftigen Atmen die Entleerung der Lunge.
Die Kraft, die Größe, und die Stärke dieses Muskels kann durch eine Menge verschiedener Übungen trainiert werden. Diese sind:
- Vertikal ziehende Bewegungen wie z. B. der Latzug und der Klimmzug. Diese Übungen dienen vor allem der Breite des Latissismus dorsi. Während ein breiter Griff mehr die oberen Muskelfasern beansprucht, werden bei einem engen Griff mehr die unteren Fasern trainiert. Ein Untergriff führt zu einer größeren Bizepsbelastung.
- Horizontal ziehende Bewegungen wie z. B. Langhantelrudern, T-Bar-Rudern und andere Ruderbewegungen. Letztere dienen vor allem der Rückendichte, also den vertikal-verlaufenden Muskelfasern. Dabei werden auch die Rhomboiden sowie der hintere Teil des Deltamuskels trainiert.
- Überzüge

Heben unter Kontrolle hilft, Verletzungen zu mindern.

## Verwendung in der plastischen Chirurgie
Lappen des M. latissimus dorsi werden in der plastischen Chirurgie als autologes Transplantat vor allem in der rekonstruktiven Chirurgie verwendet. Sie dienen zur Defektdeckung, beispielsweise nach schweren Verletzungen oder Tumorresektionen.